# Oostkamp
Oostkamp est une commune néerlandophone de Belgique située en Région flamande dans la province de Flandre-Occidentale, ainsi qu’une localité où siège son administration.
La commune compte plus de 24 000 habitants vivant sur une superficie d’environ 80 km2.

## Histoire
Le nom dérive du nom médiéval de la ville, Orscamp signifiant « place des chevaux » (cf. anglais horse).
Les Canadiens libérèrent le village en 1944 (Seconde Guerre mondiale) au cours de la bataille de Moerbrugge. Un monument sur le canal Gand-Bruges honore les 41 Canadiens décédés au cours de cette bataille.

## Géographie
Outre Oostkamp, la commune est composée des sections de Hertsberge, Ruddervoorde et Waardamme. Plusieurs hameaux sont également présents sur le territoire. Moerbrugge (V) se situe au nord de la commune, un kilomètre au nord-est du centre d'Oostkamp. À l'extrême-nord se trouve Steenbrugge (VII), un quartier lié à Assebroek, section de la commune de Bruges. Au sud-ouest, sur le territoire de Ruddervoorde, se trouve le hameau de Baliebrugge (VI), sur la route entre Ruddervoorde et Thourout.

### Carte

Sections et villages d’Oostkamp et sections voisines. Les zones en jaune représentent les agglomérations.

### Sections de la commune
| # | Section            | Superf. (km²) | Habitants (2020) | Habitants par km² | Code INS |
| - | ------------------ | ------------- | ---------------- | ----------------- | -------- |
| 1 | Oostkamp (I)       | 34,33         | 13.913           | 405               | 31022A   |
| 2 | Hertsberge (II)    | 11,27         | 1.995            | 177               | 31022B   |
| 3 | Ruddervoorde (III) | 26,94         | 5.812            | 216               | 31022C   |
| 4 | Waardamme (IV)     | 7,55          | 2.081            | 275               | 31022D   |

### Communes limitrophes
- a. Sint-Michiels (ville de Bruges)
- b. Assebroek (ville de Bruges)
- c. Oedelem (commune de Beernem)
- d. Beernem (commune de Beernem)
- e. Wingene (commune de Wingene)
- f. Zwevezele (commune de Wingene)
- g. Lichtervelde (commune de Lichtervelde)
- h. Thourout (ville de Torhout)
- i. Veldegem (commune de Zedelgem)
- j. Loppem (commune de Zedelgem)

## Héraldique
|  | La commune possède des armoiries qui lui ont été octroyées le 29 avril 1845 et à nouveau le 3 juin 1985. Elles apparurent pour la première fois dans la première moitié du XVIe siècle et étaient supposées être les armoiries des seigneurs d’Oostkamp. Toutefois, la famille Gruuthuuse, à l’époque seigneurs d'Oostkamp, utilisait des armoiries complètement différentes. En 1560 et 1562, les armoiries susmentionnées ont de nouveau été mentionnées. Les armes apparaissent sur le sceau local en 1694. Le 10 novembre 1819, le village reçut des armoiries dont la signification et l'origine n'étaient pas connues. En 1845, le village adopta les armes les plus historiques. Blasonnement : De gueules à la barre d'argent, accompagnée de six merlettes du même rangées en orle. Source du blasonnement : Heraldy of the World. |

## Démographie

### Évolution démographique: Avant la fusion des communes
- Sources : INS, Rem. : 1831 jusqu'en 1970 = recensements, 1976 = nombre d'habitants au 31 décembre[3].

### Évolution démographique: Commune fusionnée
En tenant compte des anciennes communes entraînées dans la fusion de communes de 1977, on peut dresser l'évolution suivante:
- Source: DGS , de 1831 à 1981=recensements population; à partir de 1990 = nombre d'habitants chaque 1 janvier[4]

## Patrimoine

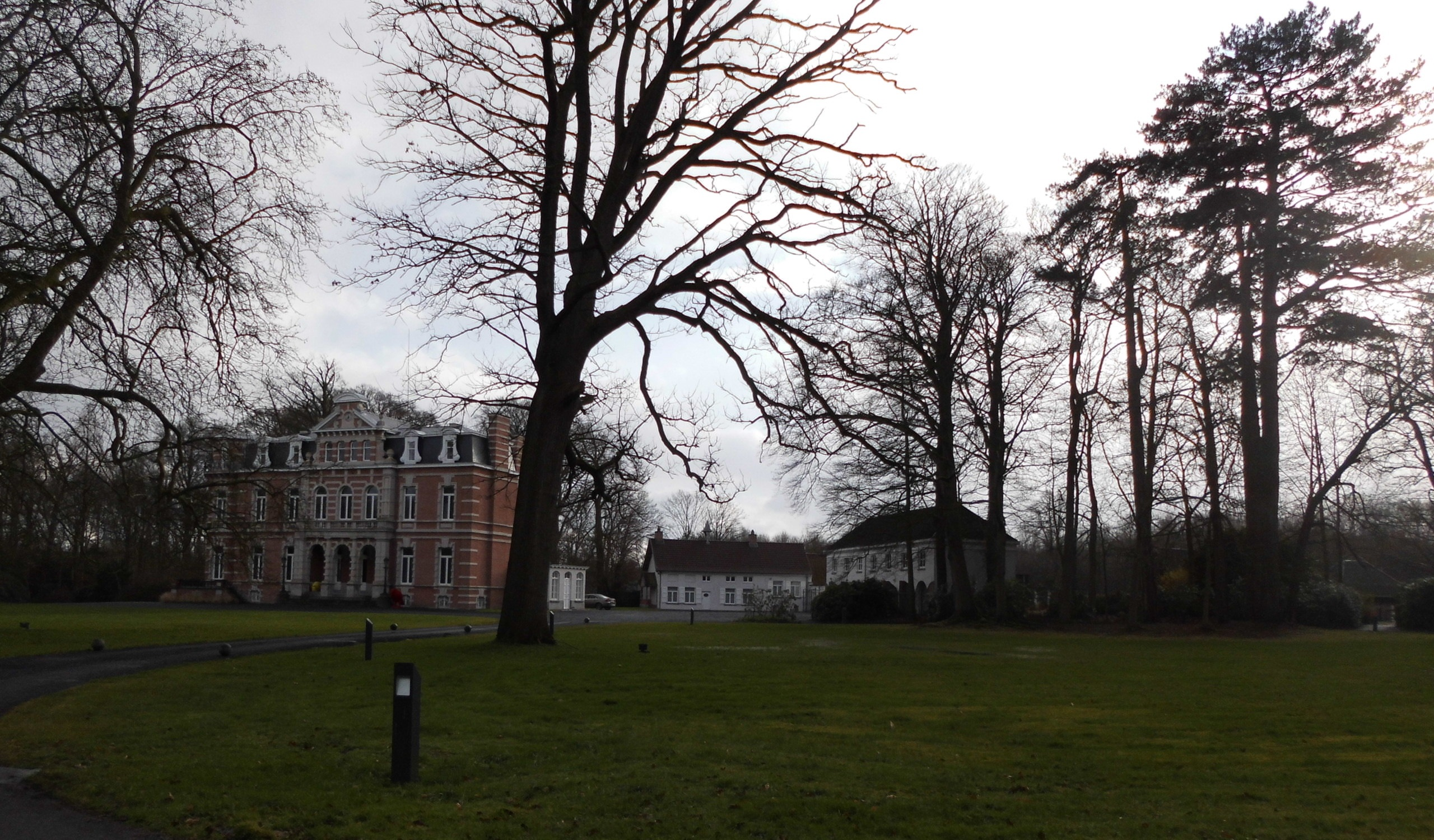
Château les Celles

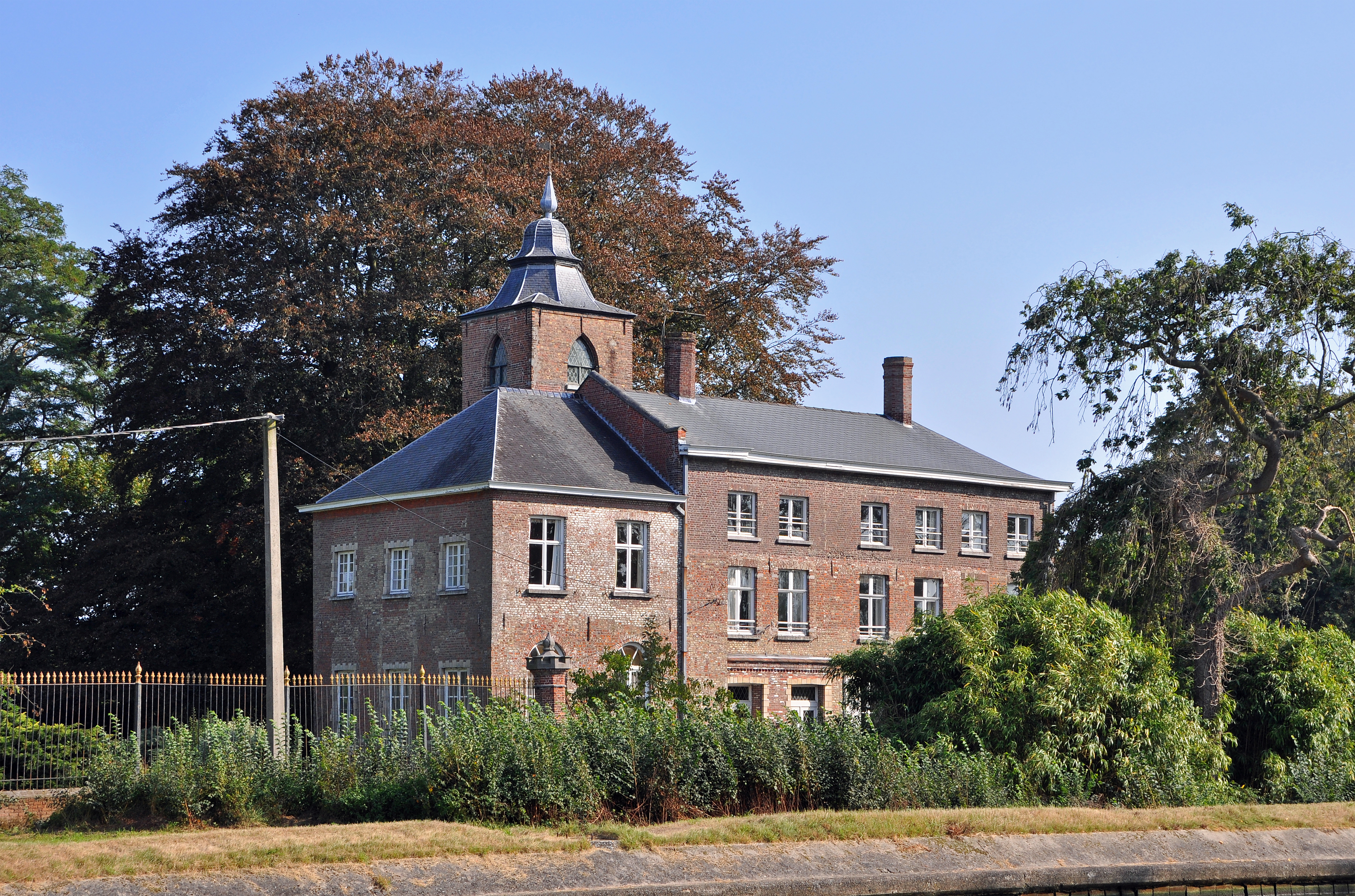
Château Kevergem

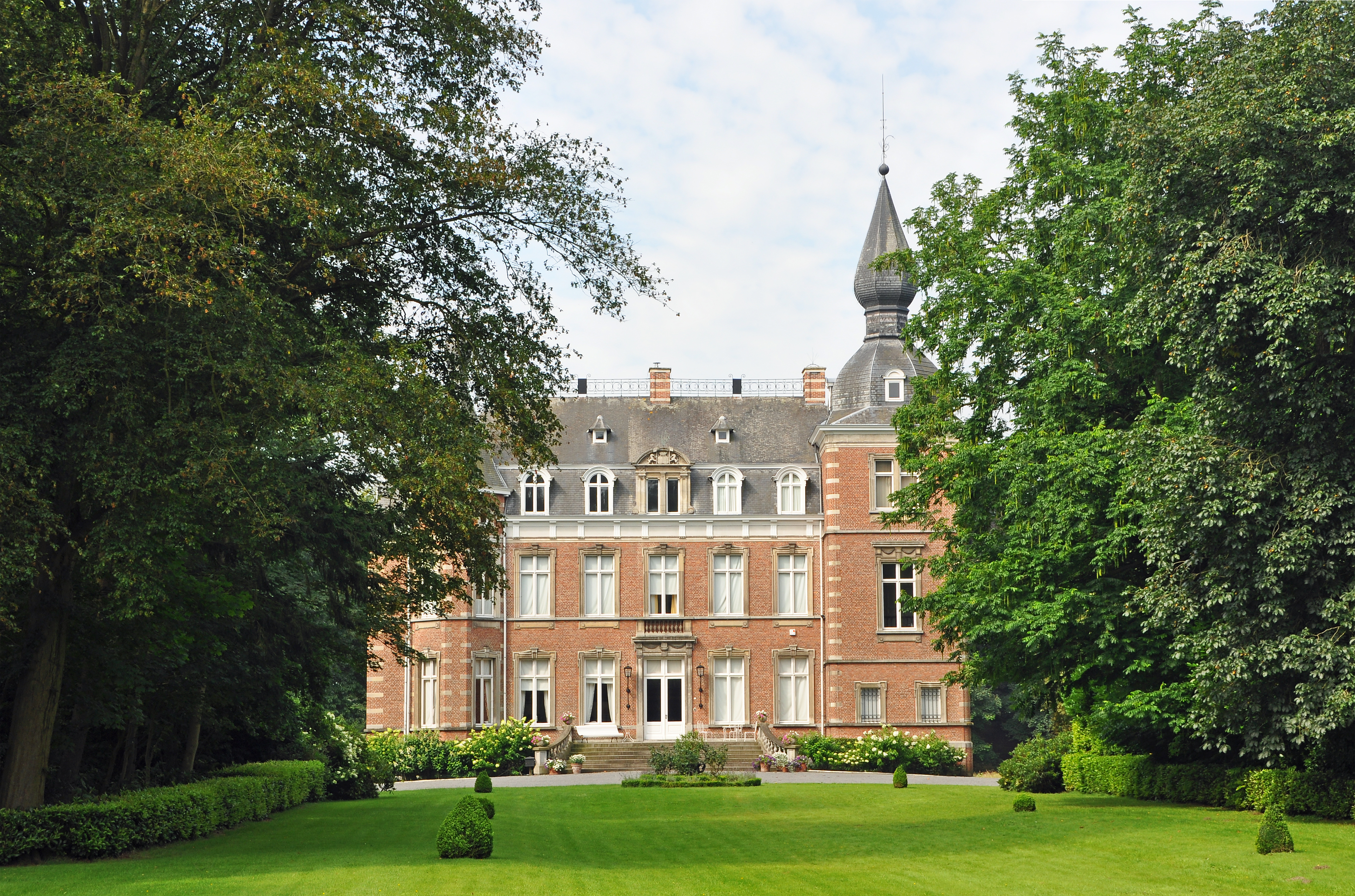
Château Pecsteen à Ruddervoorde

### Les châteaux
Oostkamp compte une vingtaine de châteaux.

#### Oostkamp
- Château Gruuthuse (résidence privée), propriété des Seigneurs de Gruuthuse dans le XIIIe siècle, maintenant habité par les comtes d'Ursel
- Château les Brides (résidence privée), habité par la famille Peers de Nieuwburgh
- Château Nieuwburgh (résidence privée), habité par la famille Snoy
- Château Schoonhove (résidence privée), habité par la famille Rotsart de Hertaing
- Château Kevergem (résidence privée), habité par la dame Lucie de Schietere de Lophem
- Château les Cerfs, construite pour Pierre-Octave van der Plancke, écuyer, époux de Marthe van de Velde (quatre descendants), et acheté en 2012 par le Global Estate Group (Château des Cerfs / Kasteel De Herten( [NL] architecte Stephan Mortier (1857-1934).
- Château les Celles, construite par le chevalier de Bie de Westvoorde, et maintenant le siège d'une compagnie d'assurances
- Château Macieberg, construite par la famille Arents de Beerteghem, actuellement une école Freinet
- Château Les Aubépines (Beukenpark), construite par la famille Beaucourt de Noortvelde, actuellement un centre administratif de la commune d'Oostkamp
- Chalet Flore ou Le Chenoy (Villa 't Valkennest), construit pour la famille Kervyn de Meerendré
- Château Cruydenhove, actuellement un restaurant et une salle de fêtes du groupe hôtelier Van der Valk

#### Ruddervoorde
- Château Pecsteen (résidence privée), habité de la famille Pecsteen.
- Château Raepenburg (résidence privée), habité par le comte et la comtesse Bernard d'Udekem d'Acoz, cousins germains de la reine Mathilde.
- Château Saint-Hubert (résidence privée), construite par la famille van Outryve d'Ydewalle et habité par la famille de Schietere de Lophem.
- Château de Lakebos ou château rouge (résidence privée), construit par le chevalier Eugène van Outryve d'Ydewalle.
- Château De Akker (résidence privée), construit par Adhémar de Thibault de Boesinghe, écuyer, et Emma van Outryve d'Ydewalle.
- Château Doeveren (résidence privée), construit pour la famille Thibault de Boesinghe, habité ensuite par les familles Arents de Beerteghem et Janssens de Bisthoven.
- Château Zorgvliet, construit par le baron de Croeser de Ten Berghe, et par héritage ensuite propriété du baron van Caloen de Basseghem. Le château a brûlé à la suite de violents orages.
- Manoir Leegendael, construite pour Guy de Schietere de Lophem, écuyer, actuellement un Bed and Breakfast.

#### Waardamme
- Château de Woesten (résidence privée), construit par la famille Peers de Nieuwburgh et après par la famille Mahieu-De Witte
- Château Rooiveld (résidence privée), construit dans le XVe siècle comme pavillon de chasse pour la famille de Melgar de Breydelaere de Sporkinshove. Maintenant propriété de la famille t'Serclaes.

#### Hertsberge
- Château de Hertsberge (résidence privée), construite et habité par la famille baron Rapaert de Grass

#### Moerbrugge
- Château Blauw Kasteel (résidence privée), est un monument historique médiévale, et le plus ancien château conservé d'Oostkamp. Le baron Peers de Nieuwburgh achète en 1979 le château au marquis Paolo Arconati-Visconti. En 2000 la famille Peers vend le château aux propriétaires actuels qui ont effectué des grands travaux de restauration.

## Transports
- Gare d'Oostkamp

## Jumelages
- Chaumont (France)
- Bad Langensalza (Allemagne)
- Bad Nauheim (Allemagne)

## Galerie

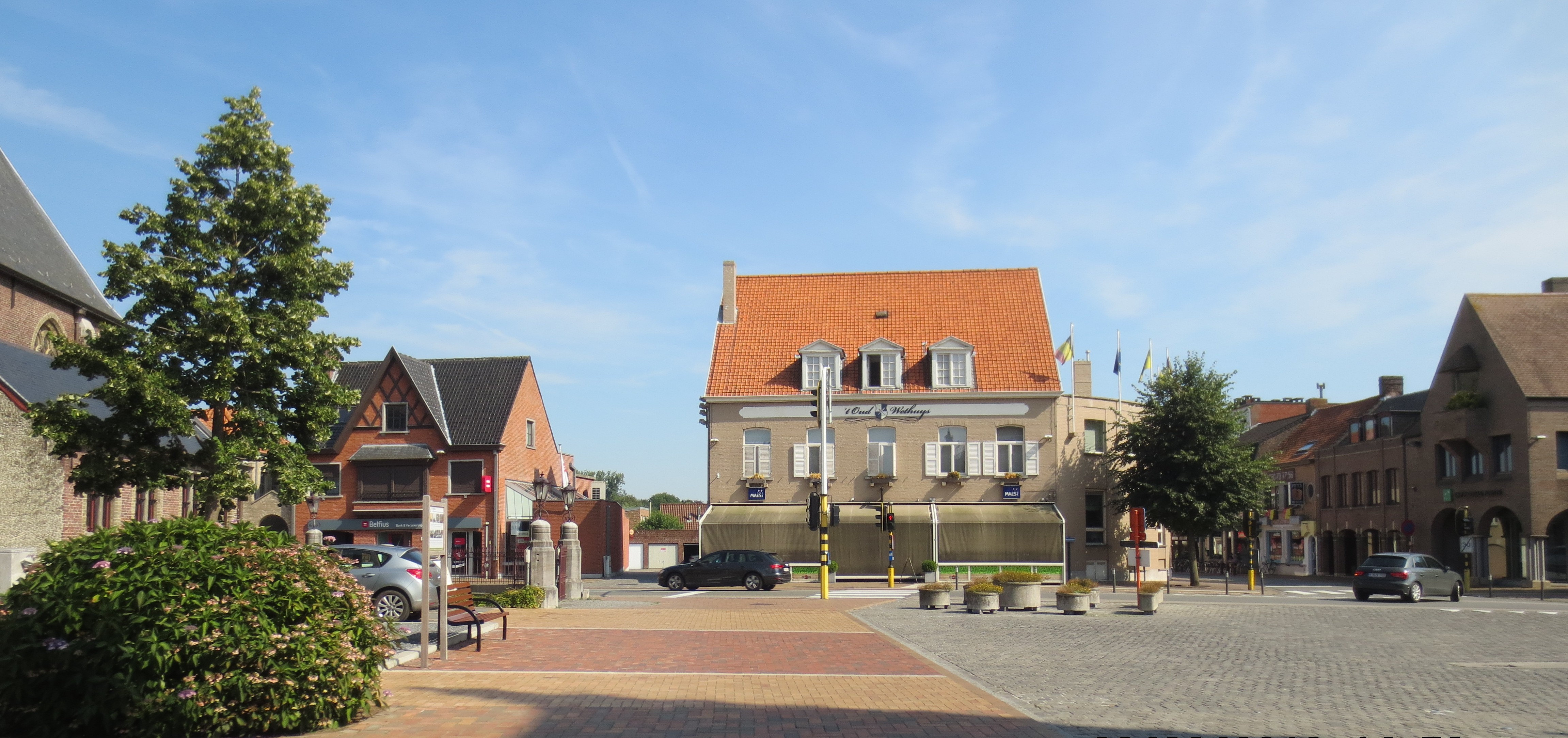
La place.
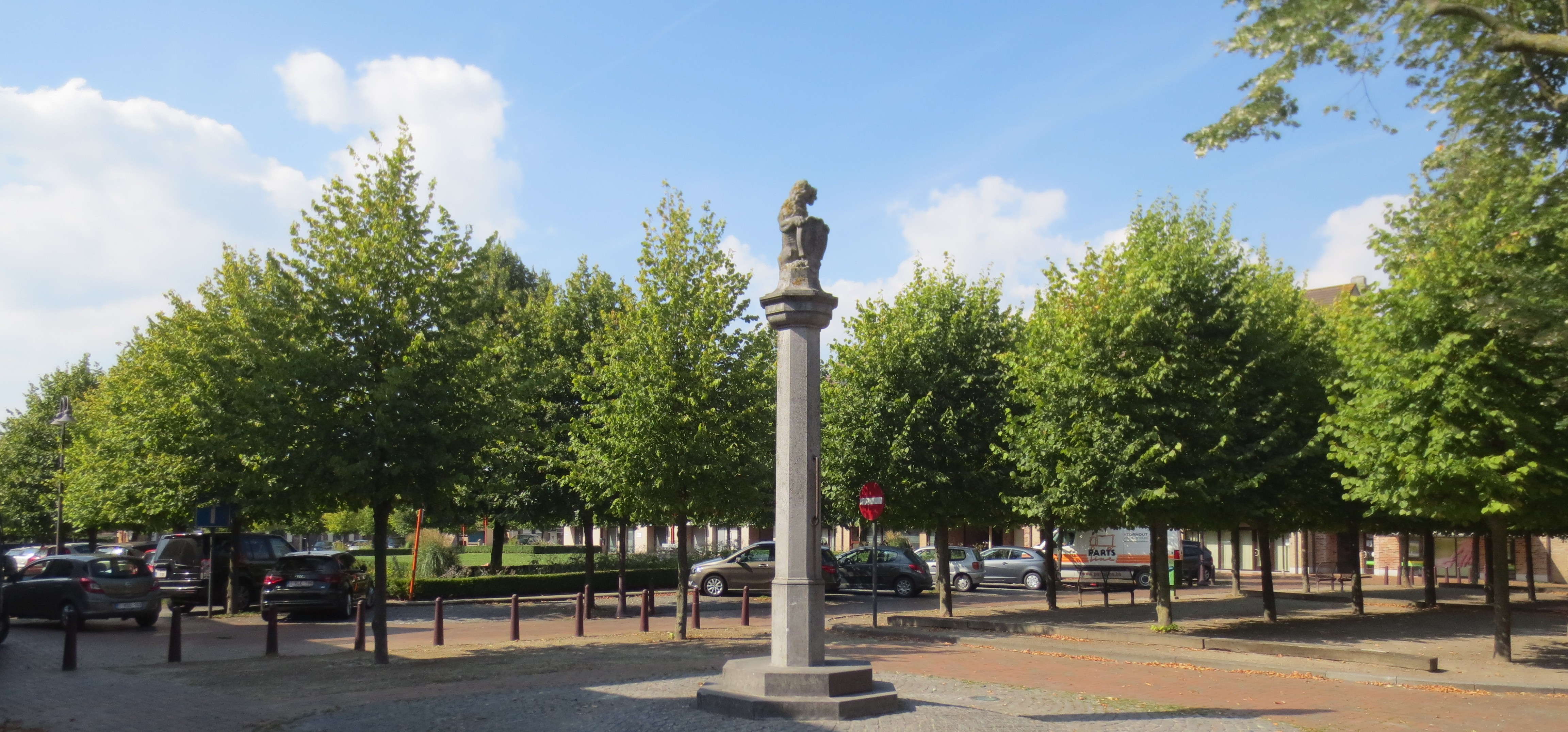
Le monument.
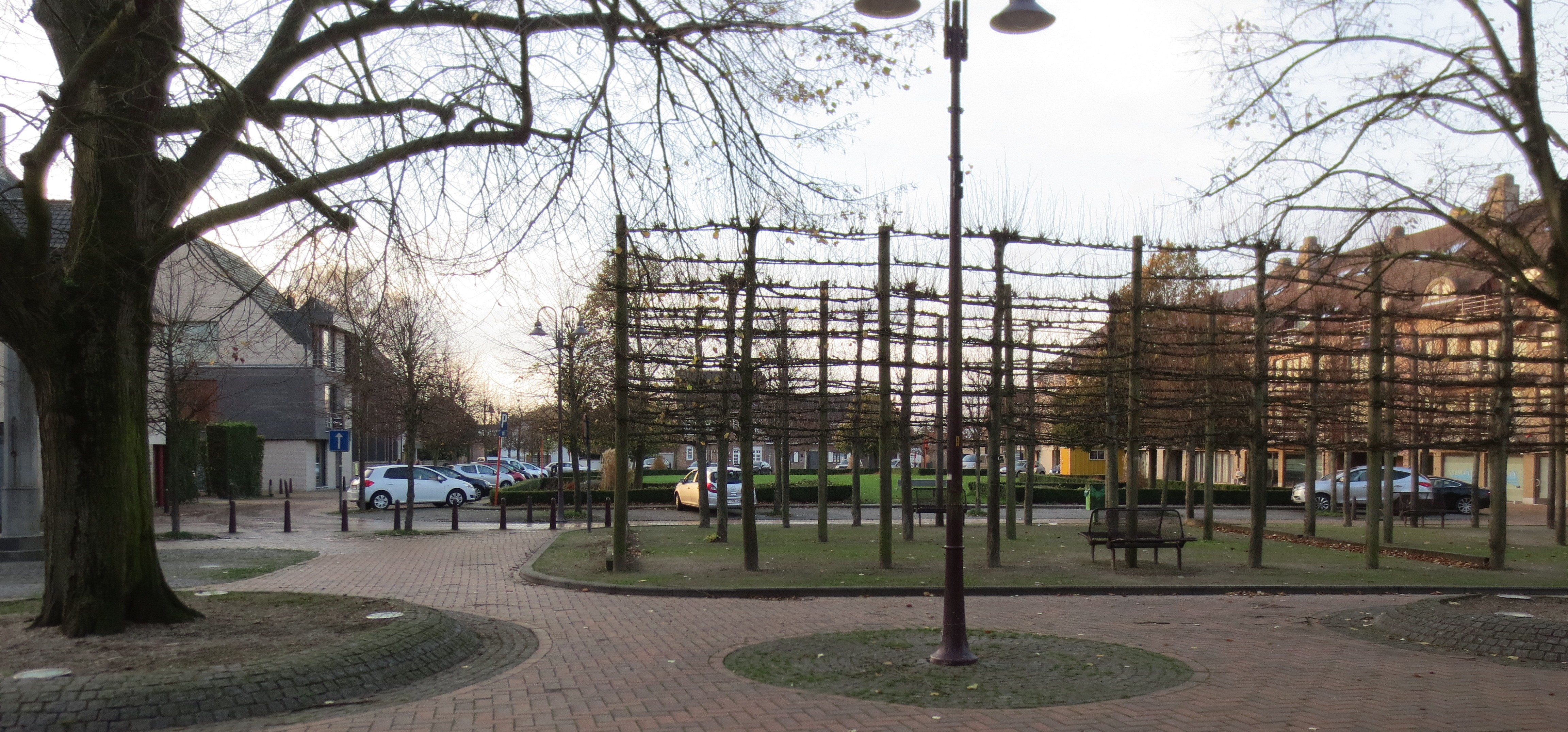
Le parking.
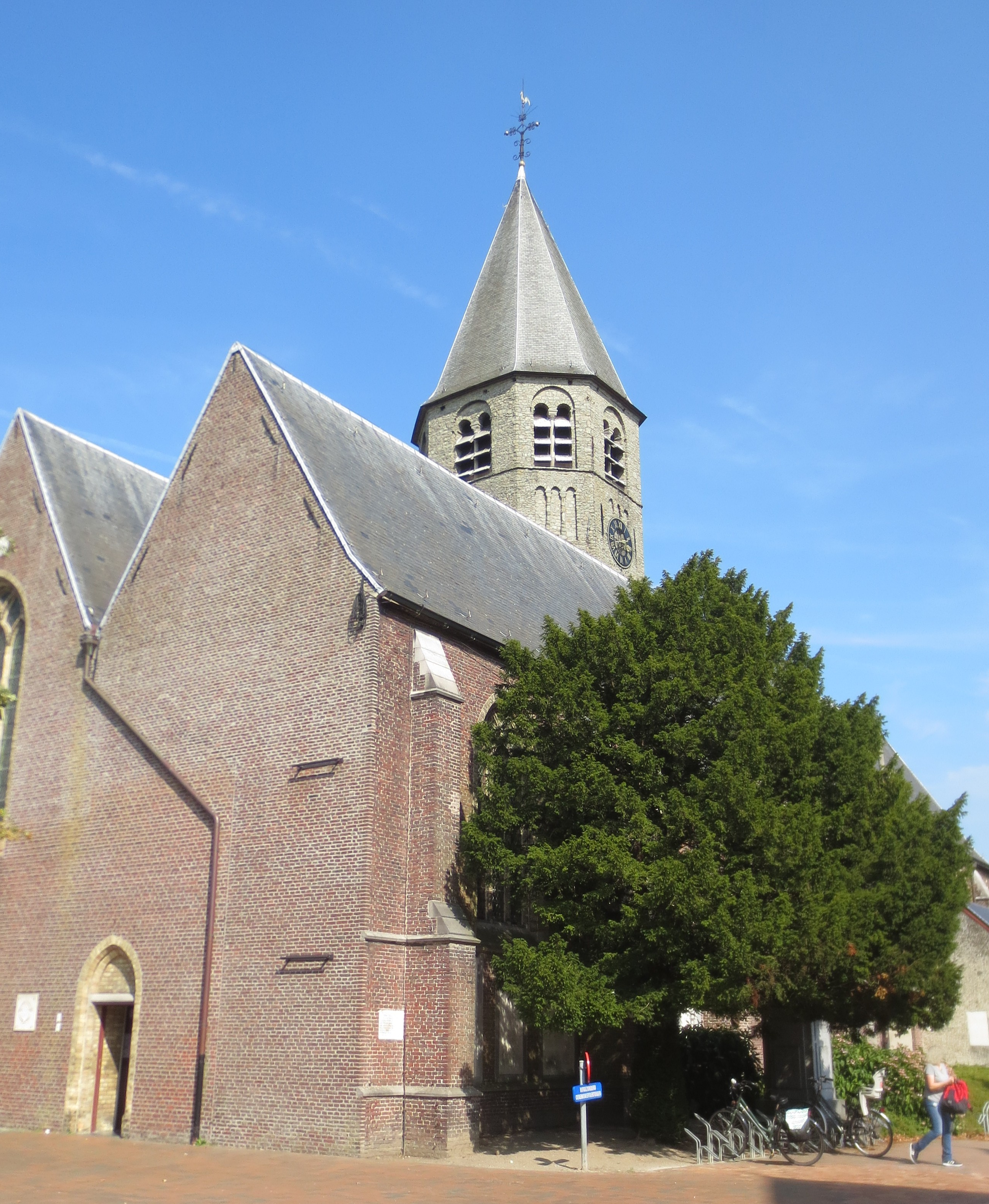
L'église.